# FCC 그룹
FCC 그룹(FCC Group, 구 명칭: Fomento de Construcciones y Contratas, S. A.(현재 그룹 법인 중 하나))은 바르셀로나에 본사를 둔 스페인 기업단체이다. 공공서비스에 특화되어 있다. 주식은 1900년 12월 증권 거래소에 처음 상장되었다. 이 그룹은 스페인 연속 시장에 상장되어 있으며 한때 IBEX 35의 일부였다.
2021년에 이 그룹은 3.5mtCO2e로 스페인에서 CO2 등가물 톤을 가장 많이 배출한 상위 10개 기업 중 하나였다.

## 주요 프로젝트
- 마드리드 토레 피카소
- 푸에르타 데 에우로파
- 토레 세프사
- 불가리아와 루마니아 간 뉴 유럽 브리지